# Casbah de Dellys
Pour les articles homonymes, voir Casbah (homonymie).
La Casbah de Dellys (en arabe : قصبة دلس) est une kasbah historique d'époque médiévale de la ville de Dellys en Algérie. Elle est surtout renommée pour ses édifices et son paysage urbain datant de l’époque de la Régence d'Alger. Aujourd’hui, elle constitue un lieu prisé du tourisme dans la wilaya de Boumerdès.

## Géographie
La Casbah de Dellys est située à 54 km à l’est de la ville de Boumerdès, à 106 km à l’est d’Alger, et à 47 km au nord-ouest de Tizi Ouzou. Elle est bordée au nord par la mer Méditerranée, au sud par le djebel Es-Souaf et le djebel Bouarbi, qui sont des prolongements de la chaîne montagneuse du Djurdjura en Kabylie. À l’ouest, elle est délimitée par le quartier des Basatines et l’oued Sebaou, tandis qu’à l’est, elle est bordée par l’oued Tiza, qui la sépare de la ville nouvelle.
La Casbah de Dellys a la forme d’un amphithéâtre romain, avec une élévation progressive vers le sud, atteignant une altitude comprise entre 70 et 80 mètres au-dessus du niveau de la mer, et une pente douce vers le nord, s’étendant sur environ 1 800 mètres en largeur en bordure de mer.

## Histoire
Dellys est un site ancien, occupé dès l’Antiquité par les Phéniciens puis les Romains (sous le nom de Rusucurru). L’agglomération a perduré après les invasions vandales et la domination byzantine. La Casbah de Dellys fut tracée sur les ruines de la ville romaine par la communauté andalouse qui s’était installée dans la région au cours des trois premiers siècles suivant la conquête musulmane. Son urbanisation s’accrut sous le règne du gouverneur d’Almeria, Muʿizz ad-Dawla ibn Sumadih, lorsque celui-ci s’établit dans la ville en 1103, sur ordre du sultan hammadide Al-Mansur ibn Nacer ibn Al-Nas, qui lui en avait concédé la possession. La ville demeura une perle convoitée par les principautés islamiques berbères : les Almohades, les Hafsides, les Zianides et les Mérinides, avant d’être rattachée, au XVIᵉ siècle, à la province de la Dar es-Sultan (ville d’Alger) et à l’autorité de la Sublime Porte (Empire ottoman),.
Lors des premières conquêtes musulmanes, la kasbah est conquise par le commandant omeyyade Moussa Ibn Noçaïr en 707. La médina fut officiellement intégrée au territoire ottoman en 1518. La kasbah que l’on peut voir aujourd’hui date en grande partie de l’époque ottomane, au XVIᵉ siècle.
Au XVIIᵉ siècle, la kasbah fut agrandie à la suite de l’accueil d’un millier de familles musulmanes originaires d’Andalousie, expulsées par l’Inquisition espagnole après le décret du roi d'Espagne Philippe III en 1609,.
La casbah a été bâtie et consolidée par les autorités de la Régence d'Alger (les beys et les dey) pour des raisons militaires et administratives : protéger le port et loger les notables, les soldats et les artisans. Les maisons, mosquées, bains publics (hammams) et ruelles tortueuses datent essentiellement de cette période.

## Description
De manière similaire à la Casbah d'Alger, la Casbah de Dellys est globalement divisée en un quartier haut et un quartier bas. La Casbah de Dellys se caractérise par l'absence de grands édifices tels que des palais. Cela s’explique par le fait que la casbah a été construite principalement pour les habitants qui y résidaient, contrairement à la casbah d’Alger qui fut développée comme siège de la Régence.
Les quartiers haut et bas sont séparés par la rue principale. Cette rue fut tracée par l’administration d’occupation française en 1844, au prix de la démolition de nombreuses maisons datant de l’époque de la Régence. Il existait une mosquée connue sous le nom de mosquée Al-‘Atiq, bâtie dans un style andalou, mais elle fut également détruite par les Français afin d’y installer un hôpital militaire. En compensation, la mosquée Al-Islah fut construite dans un style architectural similaire par l’administration française en 1847.
La casbah compte environ 250 maisons historiques, une médersa d’enseignement du Coran connue sous le nom de Sidi Omar, ainsi que le mausolée de Sidi al-Harfi. En contrebas se trouve le port principal, dominé par une longue presqu’île comprenant le petit phare de Sidi Abdelkader, et à environ deux kilomètres à l’est, le plus grand phare de l’époque coloniale de Cap Bengut. La casbah est entourée d’une enceinte extérieure protégeant le quartier,. Il subsiste peu de vestiges des bâtiments de l’époque phénicienne, principalement à l’intérieur des terres, ce qui s’explique par le fait que les Phéniciens avaient concentré leur centre de population près du port. Un phare datant de l’époque phénicienne se trouve près du port de Sidi Abdelkader. La limite nord de la casbah accueille un lycée technologique secondaire, tandis que sa limite sud abrite le siège de la municipalité ainsi qu’un quartier plus moderne. À l’ouest, elle est délimitée par la porte Bab al-Aswaf et le mausolée de Sidi Mansour. À la frontière nord-ouest se trouvent la porte Bab al-Bustan et le mausolée de Sidi Zayd. La frontière sud-est est marquée par la porte Bab al-Qaba'il.

## Préservation
La Casbah de Dellys est aujourd’hui un site en pleine restauration, avec des avancées significatives sur certains monuments. Cependant, ses quartiers résidentiels demeurent vulnérables, en attente d’un traitement complet. Le projet de mise en tourisme (circuits, éclairage, accessibilité) progresse, mais le chantier reste long et demande une mobilisation durable des pouvoirs publics, des propriétaires et des acteurs locaux,,,,.
Elle a subi de sérieuses détériorations, notamment lors du séisme de 2003 : effondrements de murs, fissures, bâtiments abandonnés et inaccessibles. Aujourd’hui encore, beaucoup de maisons sont vacantes et dans un état de ruine en raison de dilemmes liés à l’héritage ou au manque de moyens chez les propriétaires.
La Casbah de Dellys bénéficie d’un statut de protection patrimoniale nationale. En 2005, elle a été officiellement classée patrimoine national protégé. Peu après, en 2007, le ministère de la Culture l’a désignée comme secteur sauvegardé, étendant la périmètre de protection à toute la vieille ville et à ses alentours (incluant la ville coloniale et modernisée).
Ce classement signifie que :
1. Toute intervention architecturale ou urbaine dans la zone est soumise à des règles strictes (permis spéciaux, respect de l’authenticité historique).
2. Un plan permanent de préservation et de restauration a été adopté, avec délégations légales à la commune, des financements publics (fonds du patrimoine) et un suivi par l’Agence nationale des secteurs sauvegardés.

Depuis son classement comme secteur sauvegardé en 2007, un plan permanent de préservation a été mis en place pour la Casbah de Dellys. Ce plan s’articule en trois phases : la réalisation de travaux urgents, des analyses typologiques des constructions, et la mise en œuvre d’un cadre de restauration accompagné d’une législation urbaine adaptée. Jusqu’en 2013, une enveloppe globale d’environ 264 millions DA avait été mobilisée pour restaurer près d'une centaine de monuments historiques,,.
Parmi les principaux chantiers réalisés,,, :
- L’école coranique de Sidi Amar, située dans la Basse Casbah, a été restaurée pour un montant avoisinant 9 millions DA ; elle est destinée à devenir un musée ou un espace pour des ateliers artisanaux.

- Le tombeau et l’école de Sidi M’hamed El Harfi ont fait l’objet de travaux en 2010–2011 (environ 7 millions DA) mais restent à ce jour fermés au public[17].

- La grande mosquée El Islah a vu son chantier débuter en 2010 ; après plusieurs interruptions, les travaux ont été achevés vers 2015 grâce à un budget de 50 millions DA. Elle est aujourd’hui fonctionnelle[18].

- La muraille historique a connu des consolidations partielles, bien que plusieurs segments demeurent fragiles. Depuis fin 2023, les travaux ont repris après un arrêt en 2021 : ils concernent la réfection des voiries, l’installation d’un éclairage public et la modernisation des réseaux d’eau et d’assainissement.

Concernant l’inventaire et le financement, environ 200 bâtiments protégés ont été recensés. Un soutien public existe, notamment par le biais des fonds du patrimoine, qui prennent en charge jusqu’à 50 % des coûts pour les propriétaires privés. Le suivi des projets intègre une enquête publique et une coordination entre la wilaya, l’Assemblée populaire de wilaya (APW) et le ministère de la Culture,.
Parmi les enjeux et défis :
1. La conservation des principaux éléments historiques (mosquées, écoles, murailles) se heurte à l’état de dégradation avancée de nombreuses bâtisses.
2. Les programmes de restauration sont marqués par des retards administratifs et des relances irrégulières.
3. La valorisation touristique a été amorcée, mais reste freinée par des difficultés liées à la propriété foncière, aux financements et à la mise en exploitation des sites restaurés.

## Galerie

Quelques images de la Casbah de Dellys
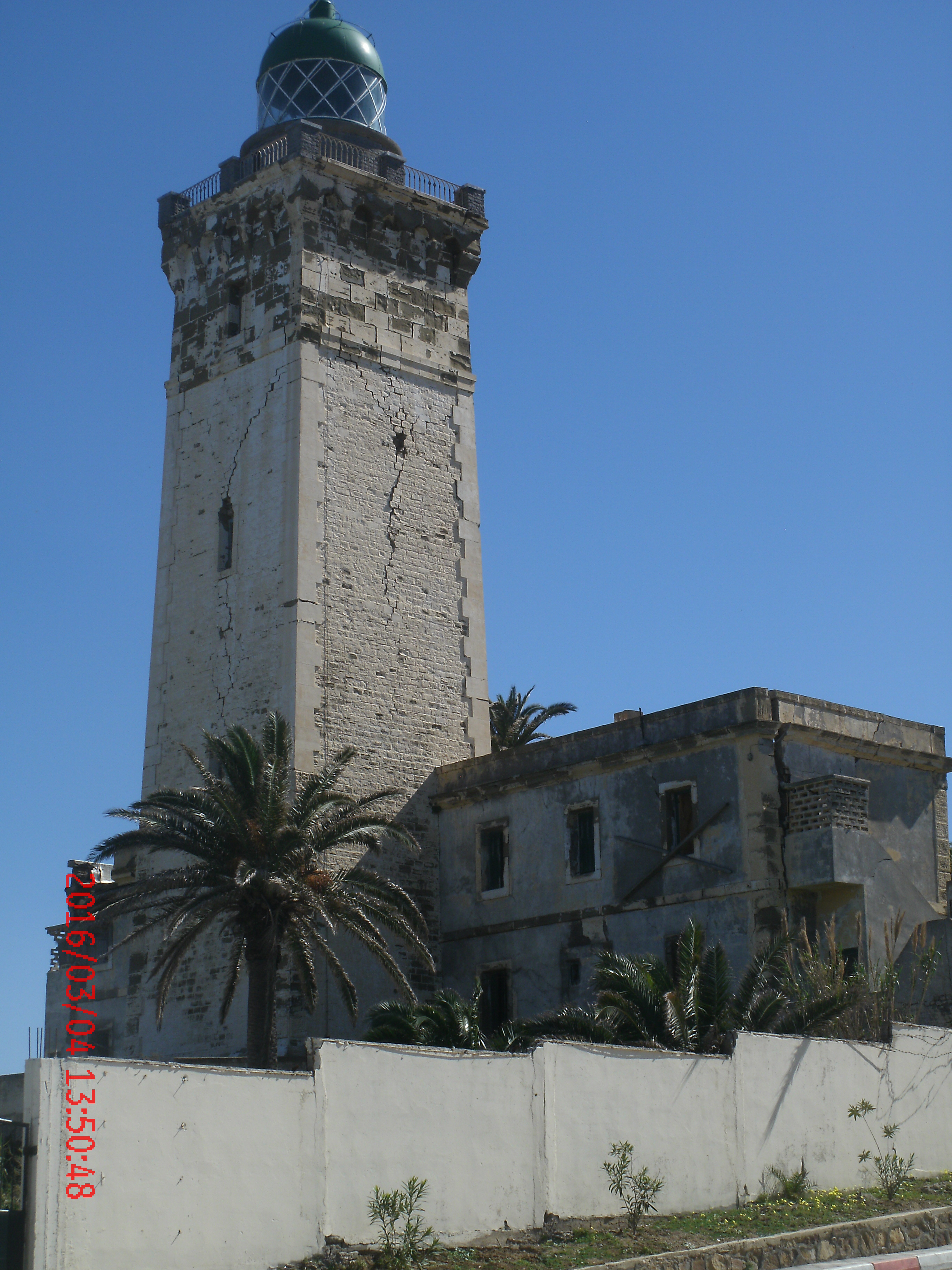
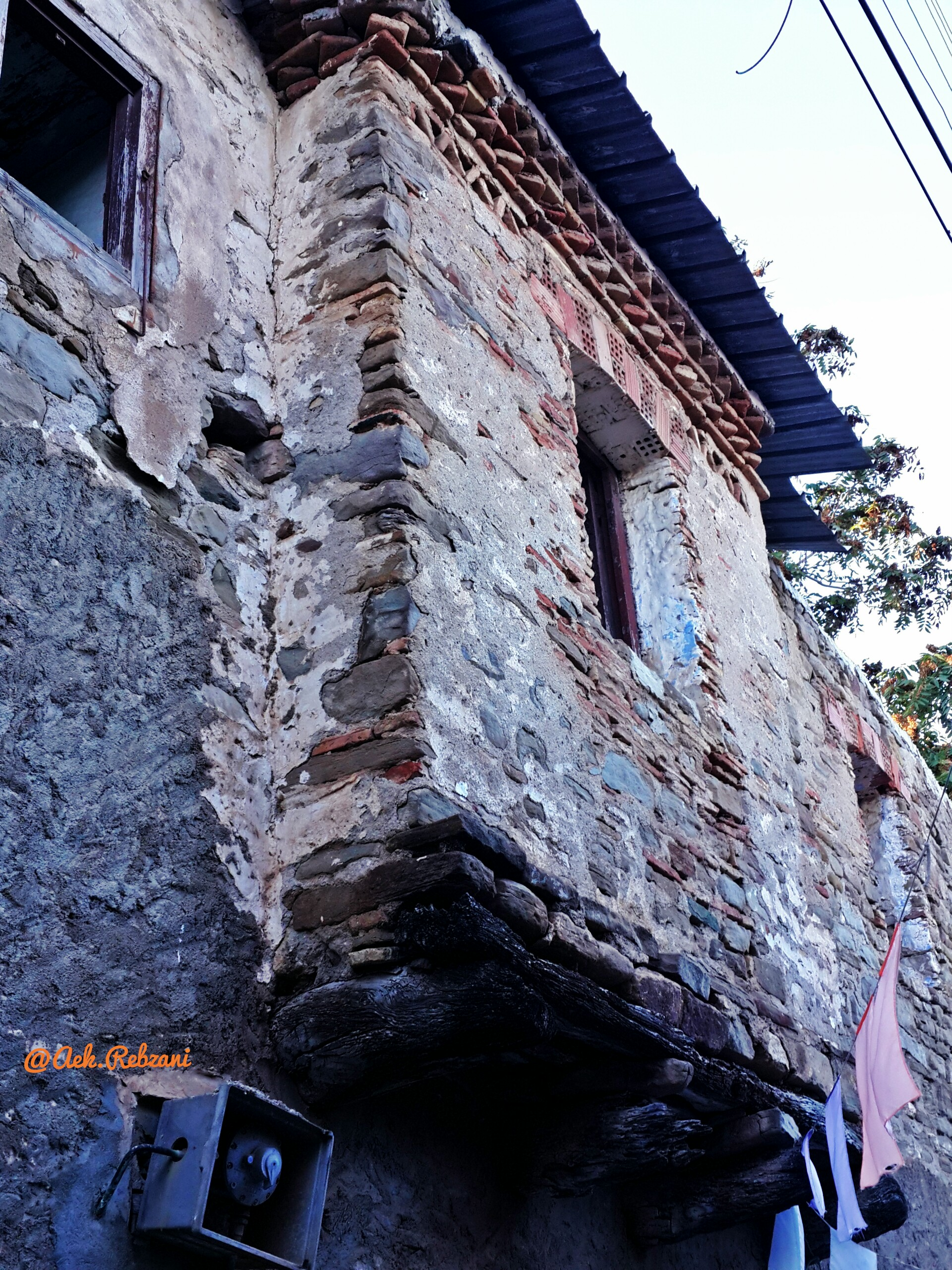
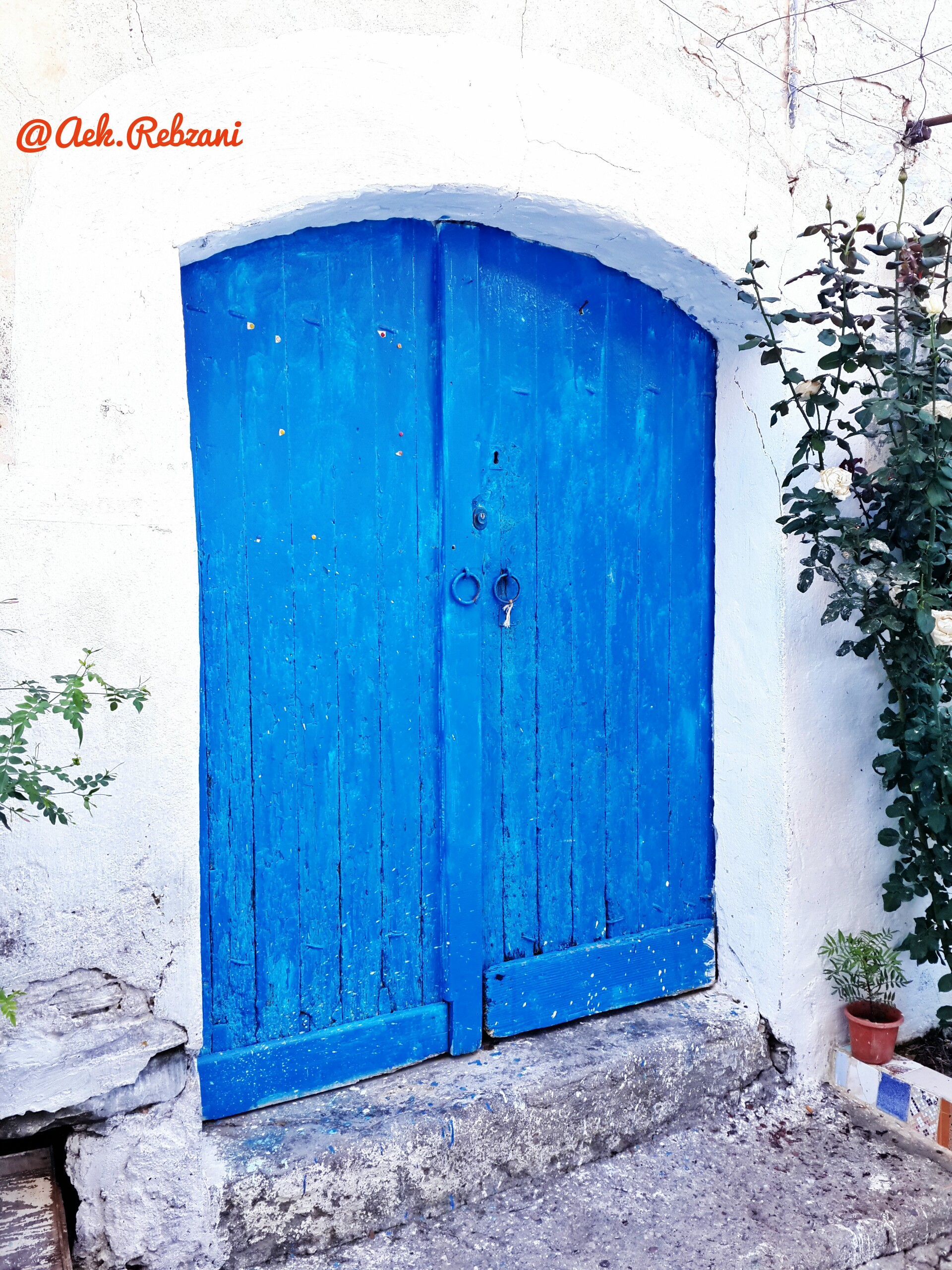
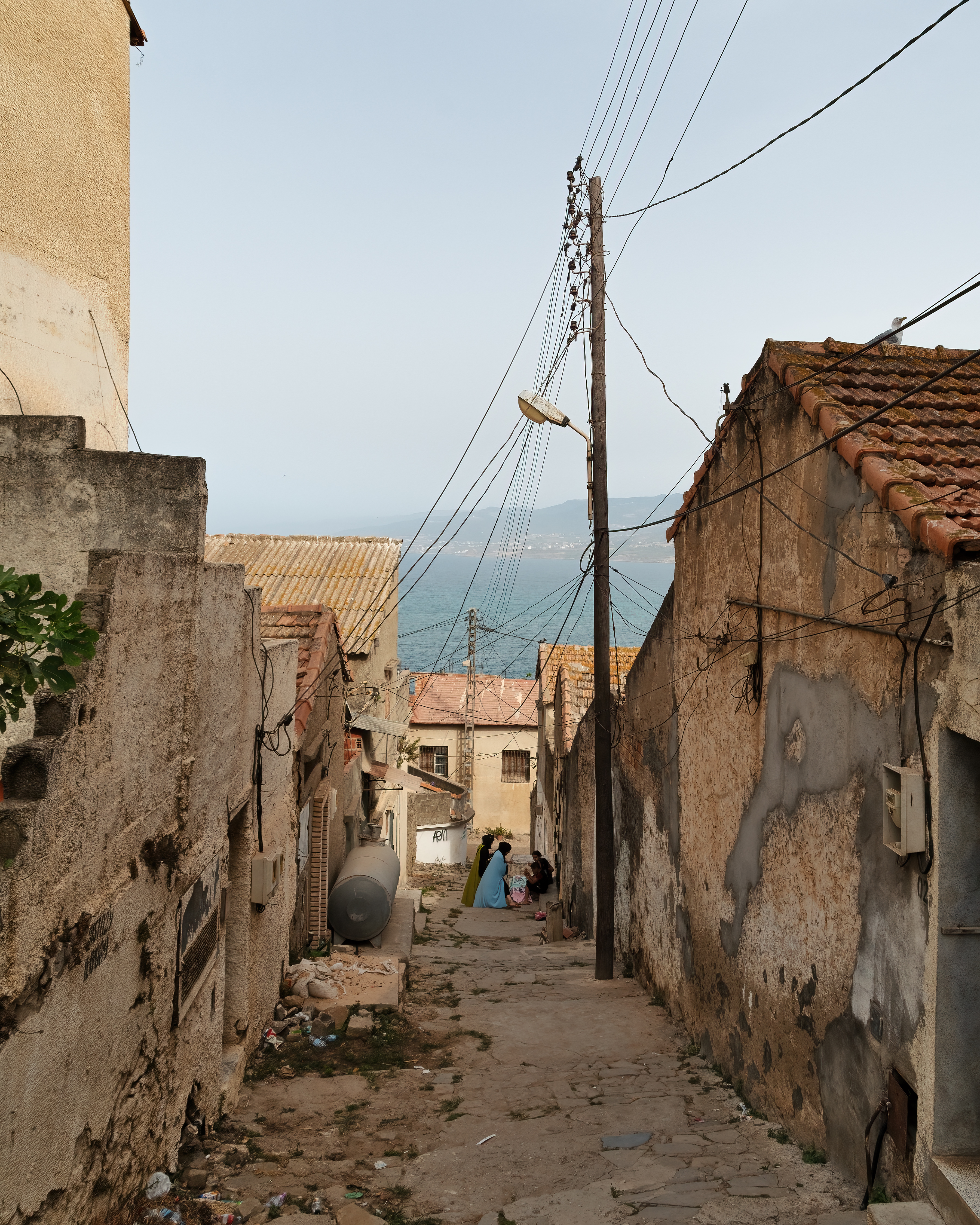
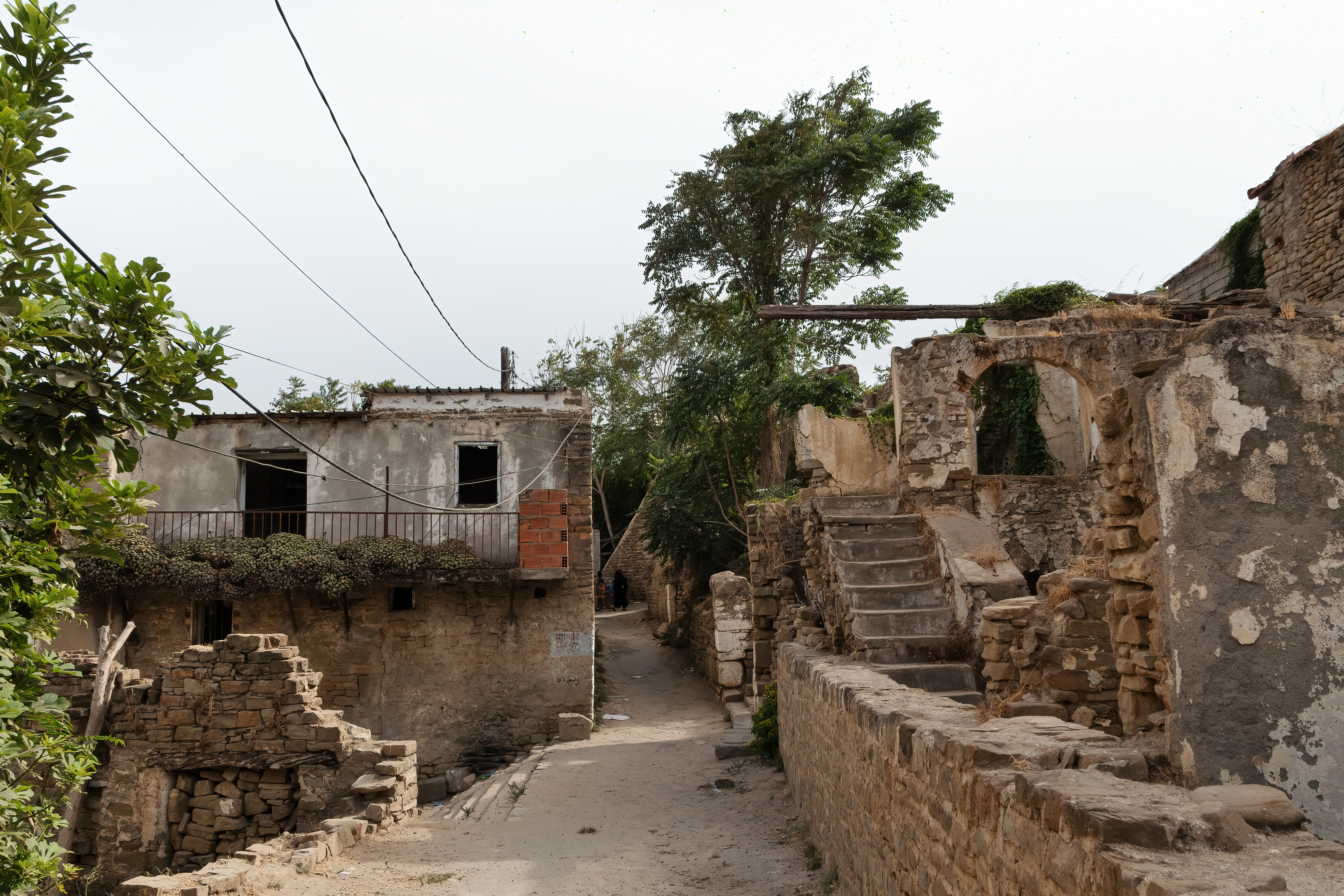
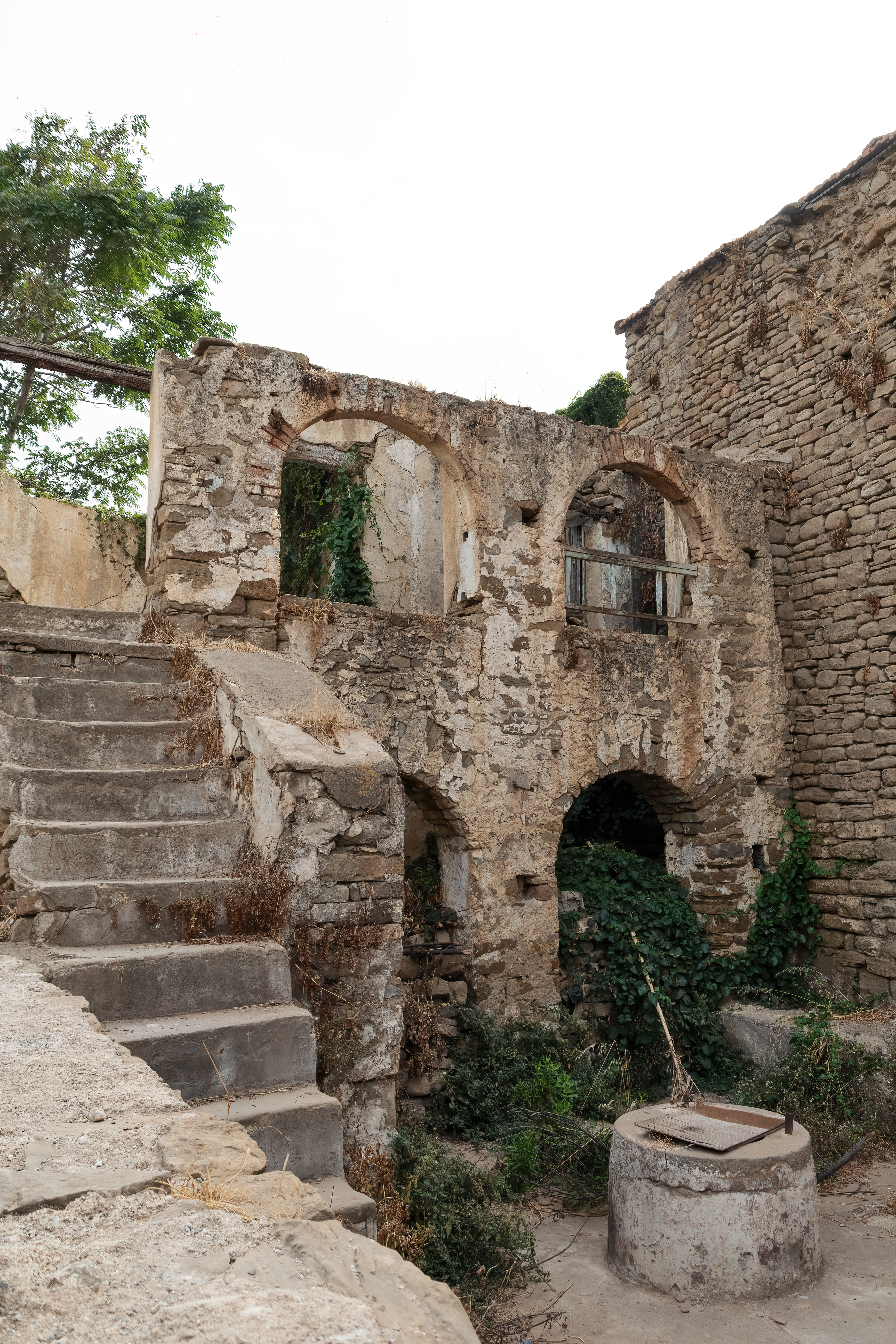
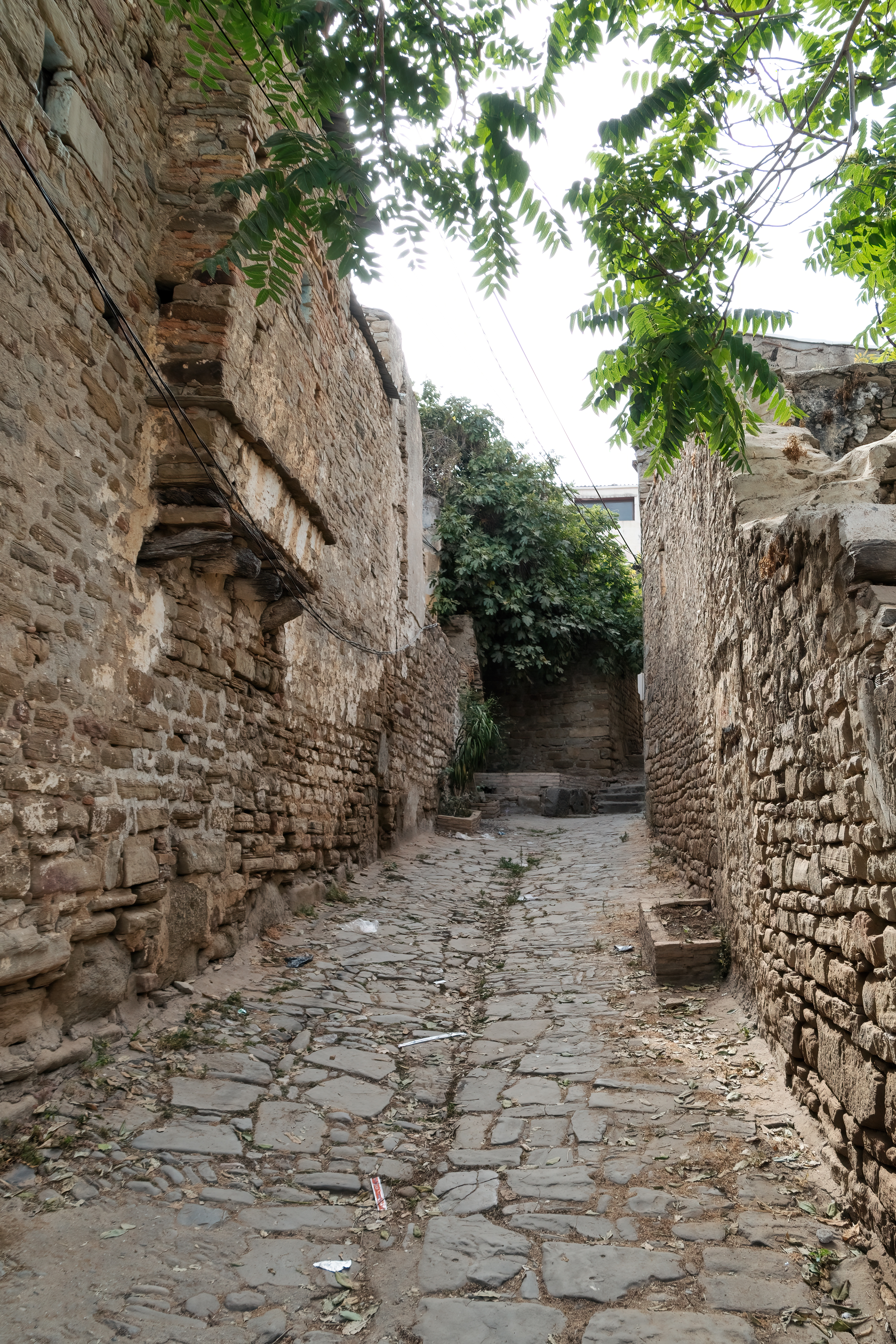
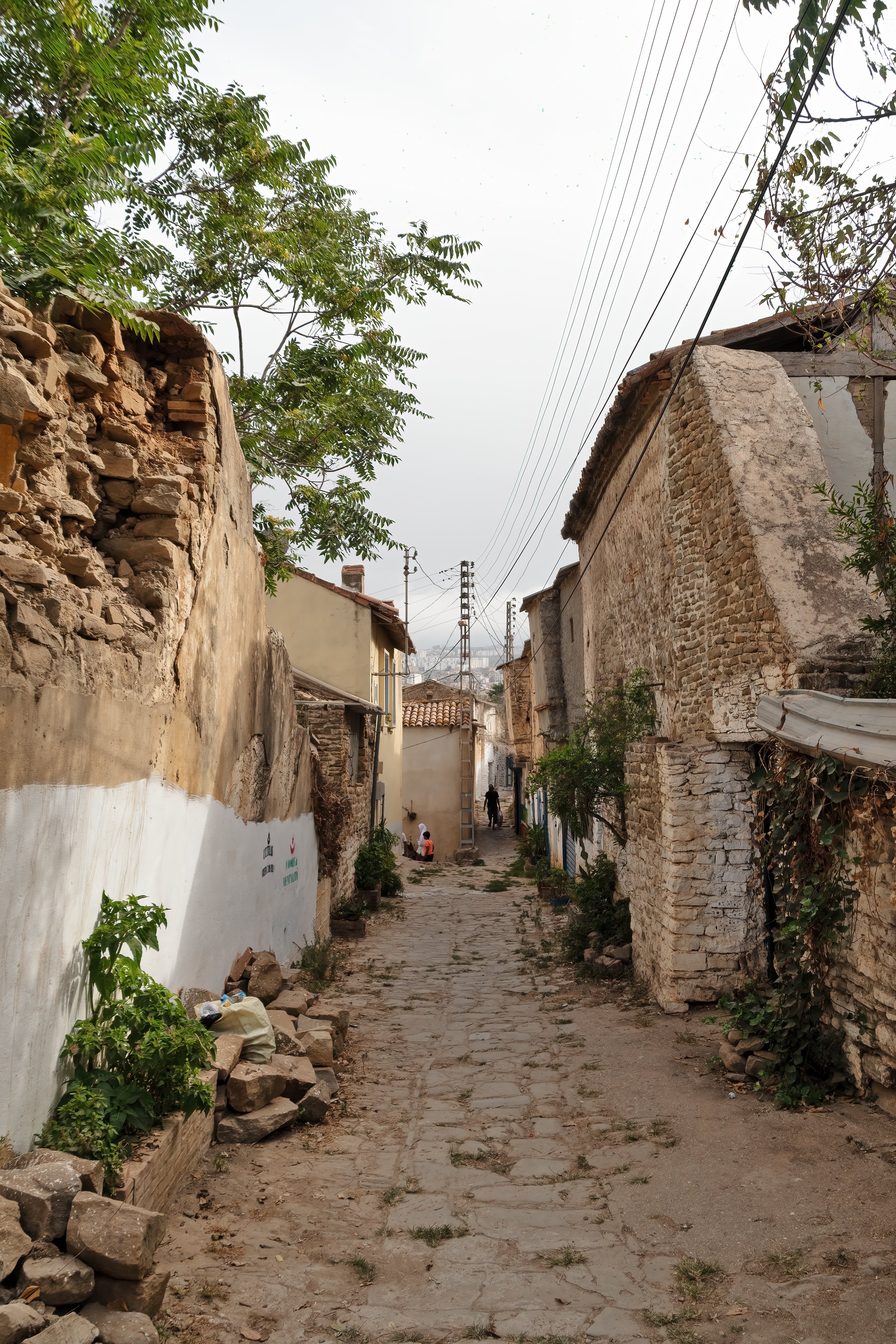
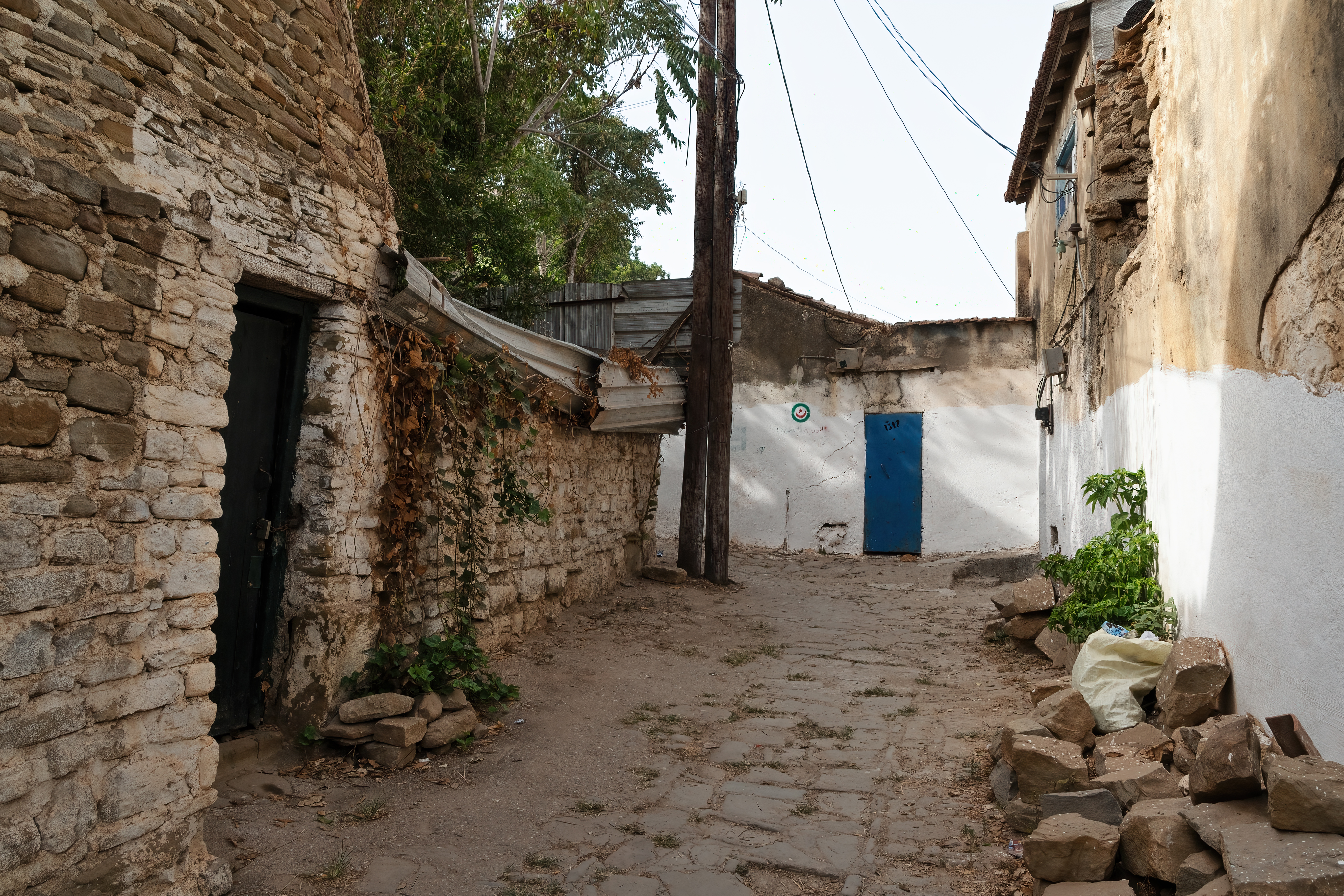
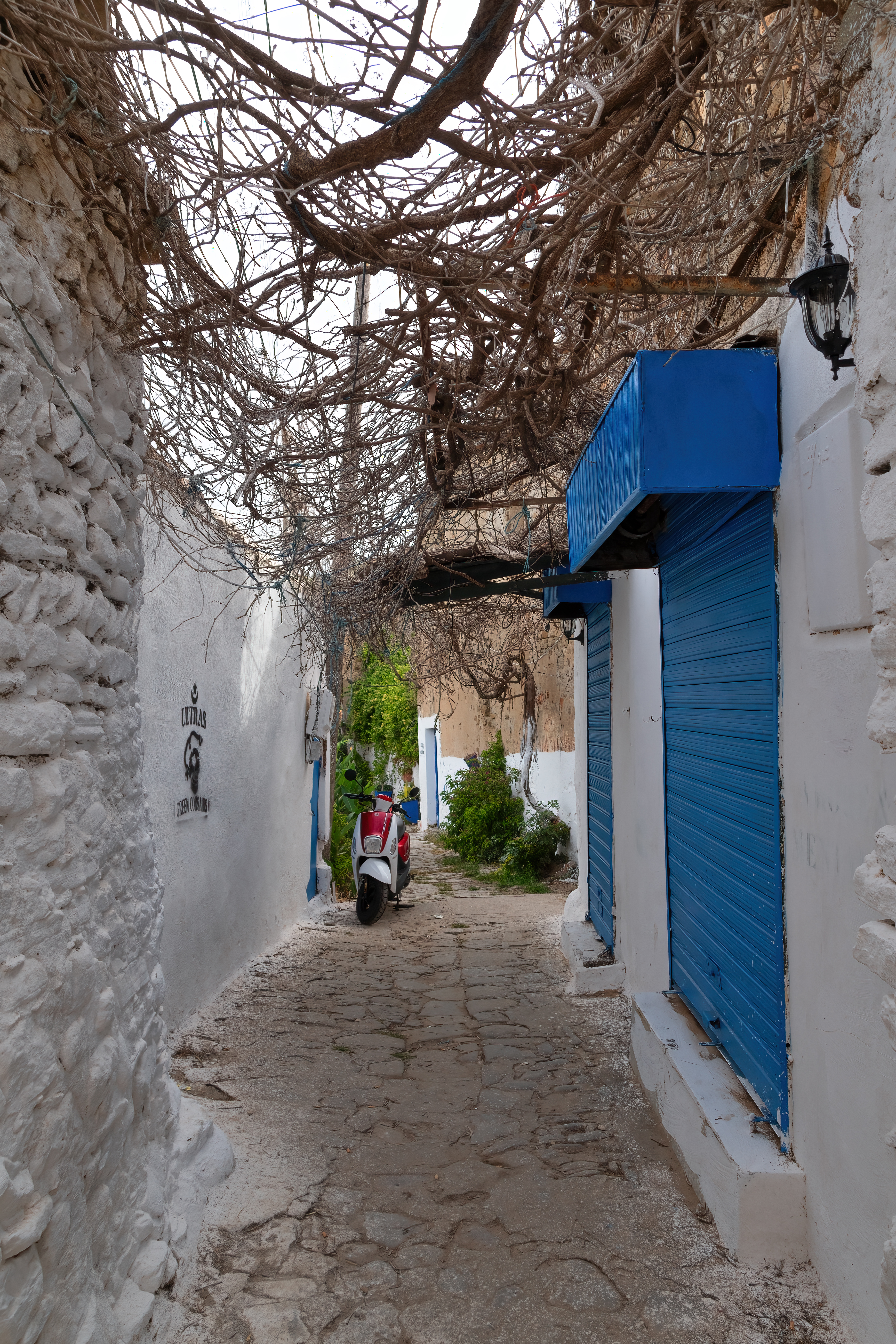
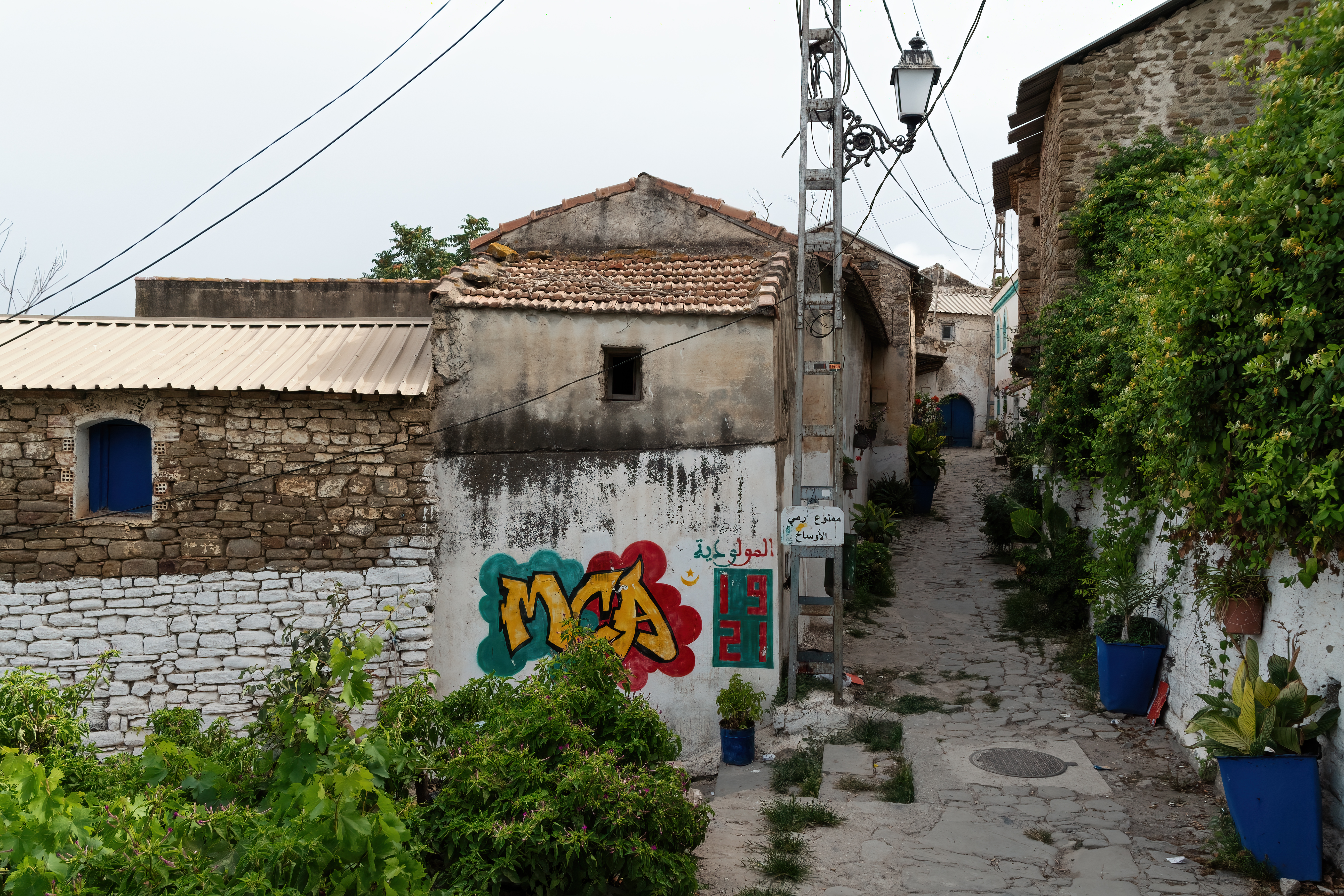
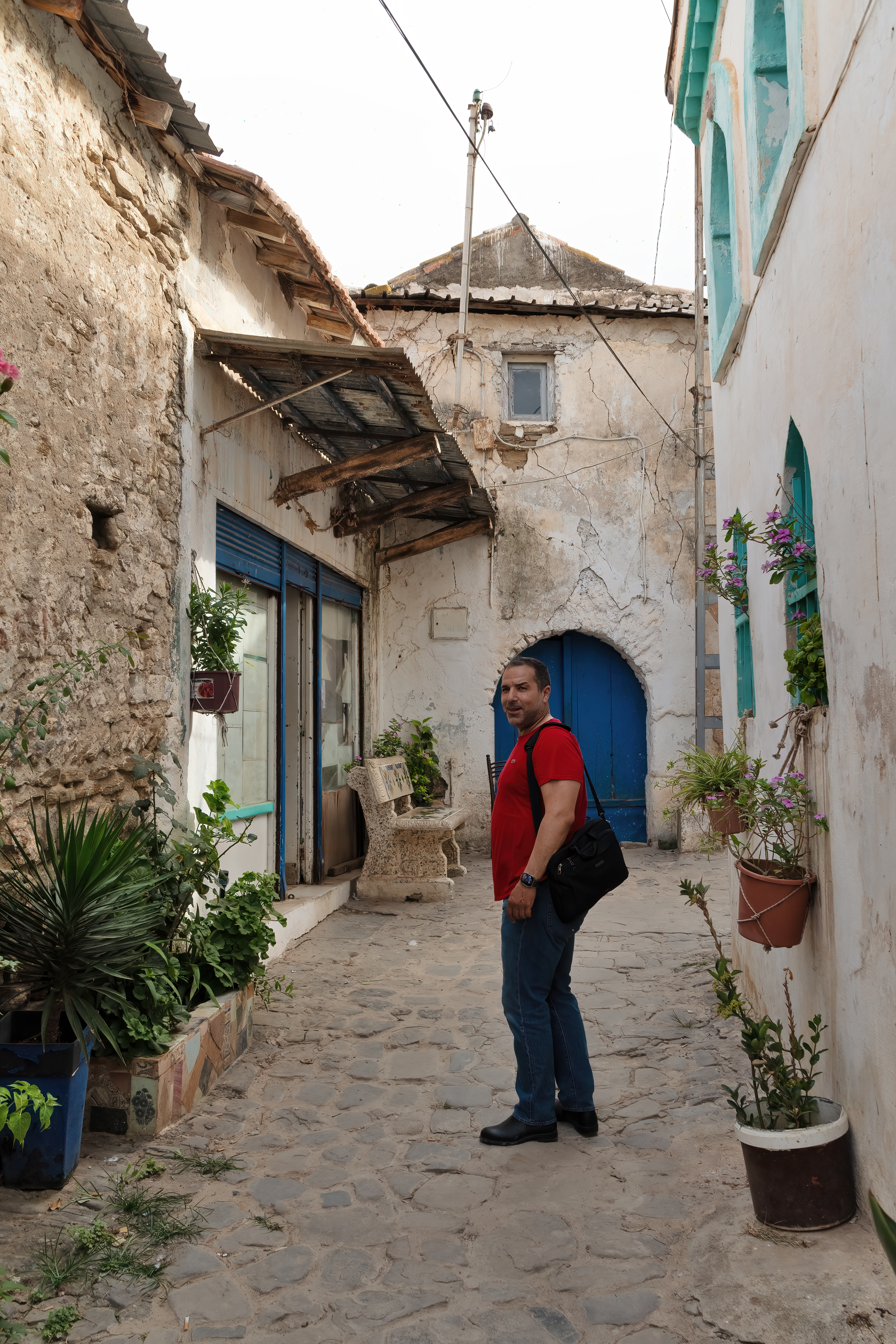
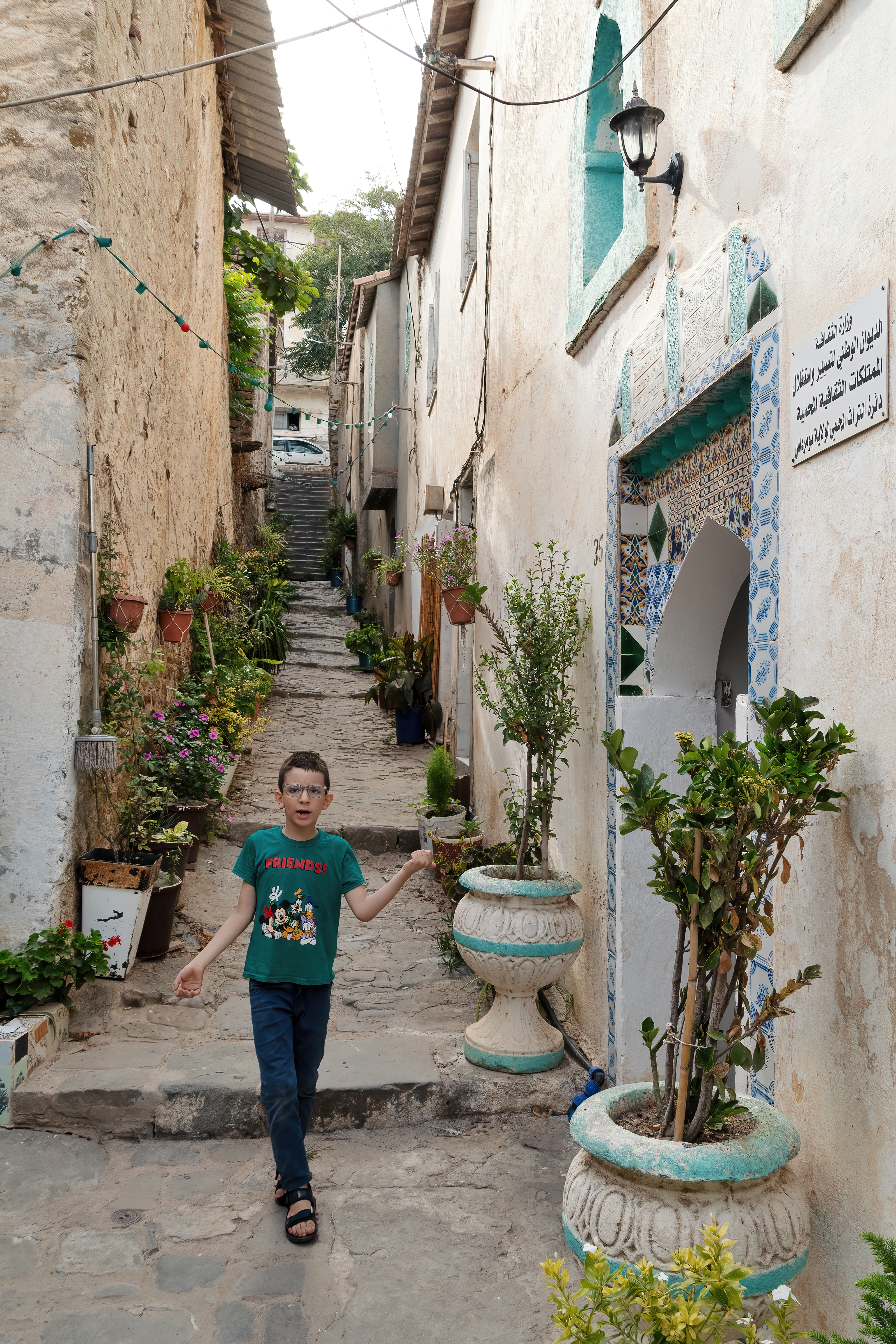
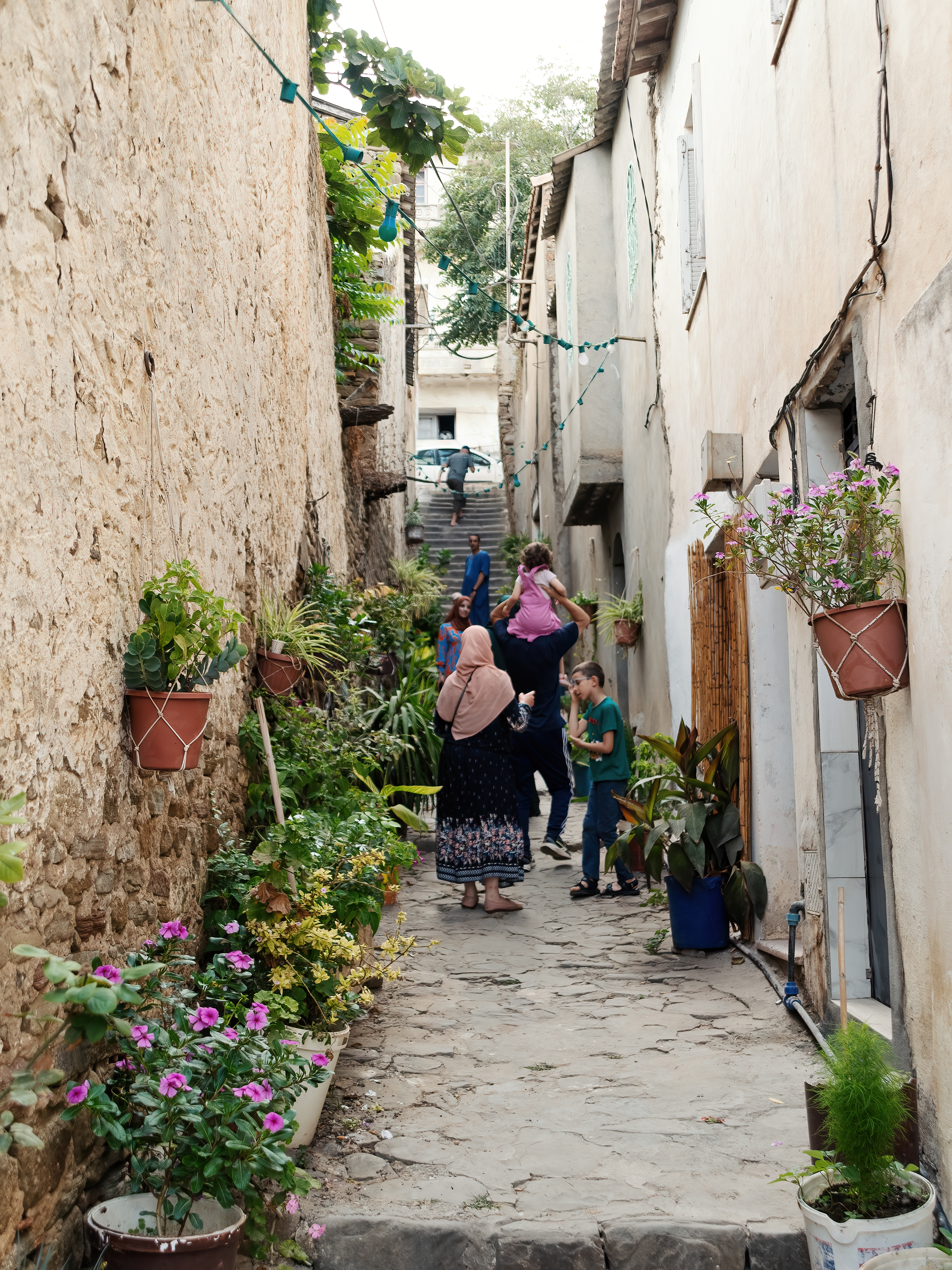
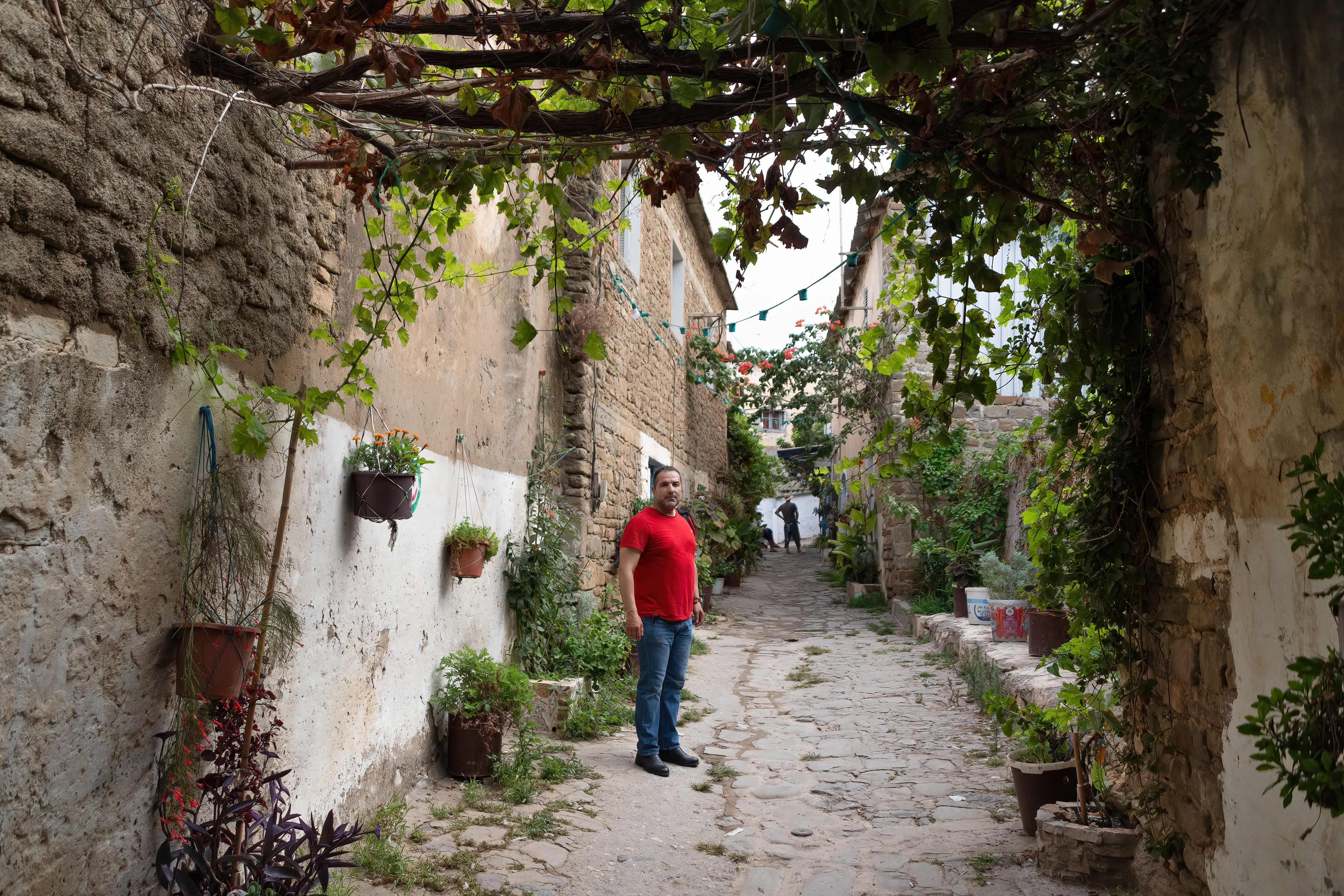
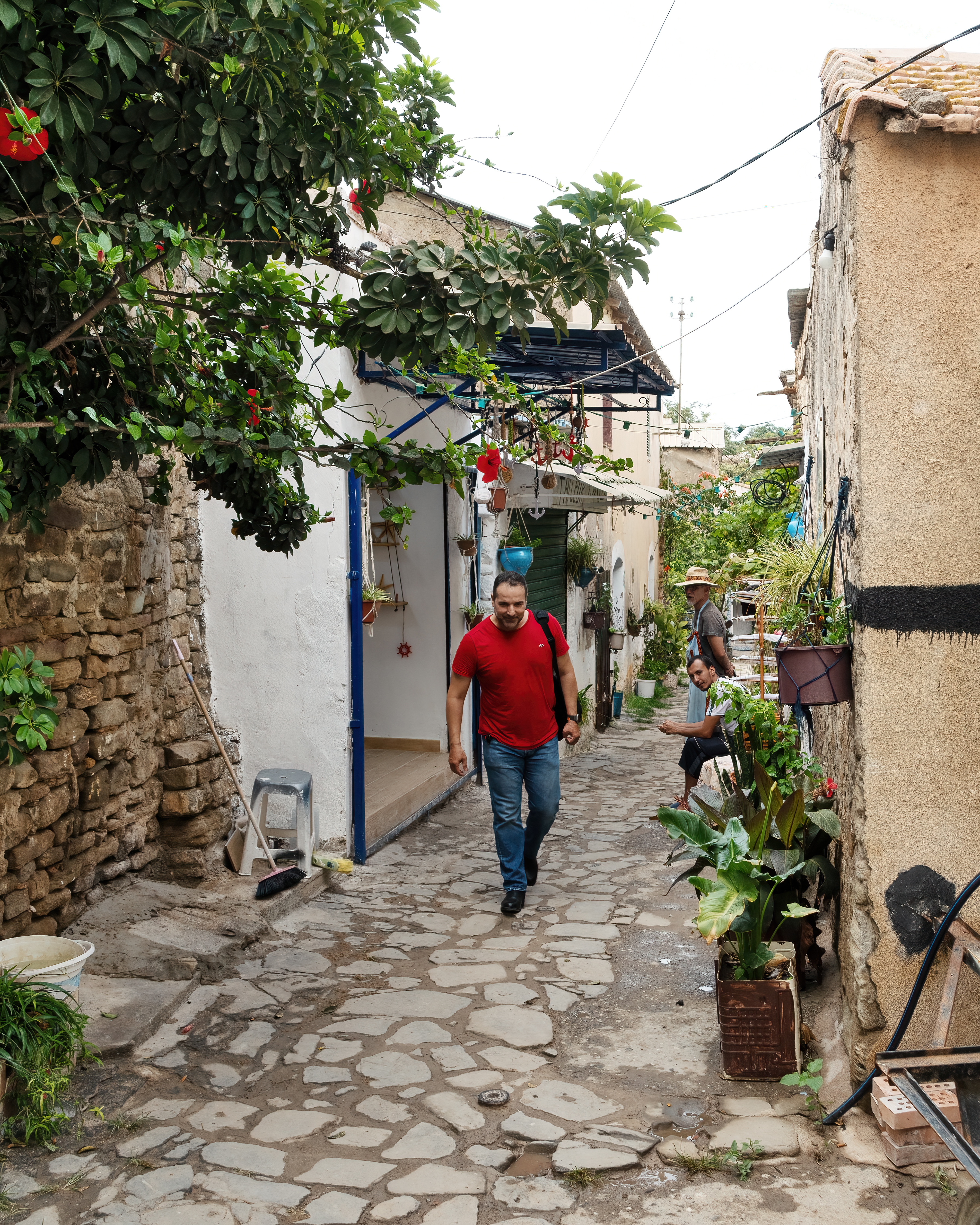